# 淳士
淳士（じゅんじ、1973年3月30日 - ）は、日本のミュージシャン。SIAM SHADEのドラマーで、2006年よりBULL ZEICHEN 88で活動。旧名は淳二、本名は佐久間 淳二（さくま じゅんじ）。神奈川県秦野市出身、熊本県生まれ。血液型はB型。元アミューズ所属。

## 経歴
- 1993年、ヴィジュアル系ロックバンド「NERVE」にて活動。
- 1994年、SIAM SHADEに加入。
- 1995年、SIAM SHADEメジャーデビュー。
- 2001年、初の日本武道館ライブを決行。
- 2002年、再び日本武道館のステージに立ち、バンド解散。それ以降ソロ活動を開始。
- 2004年、T.M.Revolutionのバックバンドに参加。
- 2005年、あさきのアルバム『神曲』のレコーディングに参加。
- 2006年、IKUOと共に新バンド「BULL ZEICHEN 88」を結成。
- 2006年、Gacktのツアーやレコーディング、PVに参加。
- 2007年、SIAM SHADEの元チーフマネージャー・中村新一を偲んで、一夜限りの復活ライブを日本武道館で行う。
- 2007年、Janne Da Arcのyasuのソロプロジェクト・Acid Black CherryのLIVE、PVに参加。
- 2008年、Acid Black Cherryのレコーディング、3月からのツアーに参加。
- 2008年 - 2009年、GACKTのライブツアーに参加。
- 2009年、Acid Black Cherryのレコーディング、ツアー、PVに参加
- 2010年、Sound Horizonの『イドへ至る森へ至るイド』、『Märchen』に参加。ライブ・コンサートツアーにも参加。
- 2010年6月19・20日、Sound Horizon「国王生誕祭休日スペシャル2010」のライブに参加。
- 2012年1月29日、HYDEのソロライブ「ROENTGEN NIGHT」に参加。
- 2012年、Sound Horizonの別名義Linked Horizonの『ルクセンダルク小紀行』、『ルクセンダルク大紀行』に参加。同年11月に行われたコンサートにも参加。
- 2013年、Linked Horizonの『自由への進撃』に参加。同年7月に行われた進撃の巨人「Linked Horizonトーク＆ライブイベント」にも参加。また、12月31日に放送された『第64回NHK紅白歌合戦』にもLinked Horizonのメンバーとして出場している。
- 2014年、松岡充を中心としたユニット「Mitsuru Matsuoka EARNEST DRIVE」に参加、『仮面ライダードライブ』の主題歌を担当している。

## 人物
- 元SMAPの中居正広と同じ平塚学園高等学校に入学した同期生であったが、のちに淳士は高校を中退し、中居は後に木村拓哉と同じ都立校に編入することになった。2012年に『SMAP×SMAP』のコント「ブラック・パイレーツ」に、ドラマーとして出演している。
- SIAM SHADEでメジャーデビューする1週間前に、バイクで走行中に事故に遭い、瀕死の状態で救急車が諦めてサイレンを鳴らすのを止めるほど重体であったが、その2週間後には退院してメンバーの前に現れ驚かせたことがある。その後、雑誌のインタビューで栄喜が「面倒なのでツアータイトルは“不死身のJUNJI、奇跡の復活猪突猛進バッファローアタック！”にします」と言い、結局SIAM SHADEのメジャー1stツアーのタイトルとなってしまった。
- アマチュアバンド時代は「NERVE」というバンドに所属していた。
- 若い頃にLUNA SEAの真矢のローディーをしていた経験があり、彼とは師弟関係にあたる。
- ロックンロールやフュージョンを好む。
- 自身を「健康ヲタク」と自負している。
- 「淳二」から「淳士」に改名した理由は、SIAM SHADEメンバー全員で姓名判断の先生に鑑定したところ一人だけ悪い結果が出てしまい、過去に事故に遭っていることもあり、「どうしたら良いか」と尋ねたところ「画数を一画増やせばいい」とアドバイスをもらったことに由来する。
- バンド解散後はソロ活動のほか、KAZUMAのソロ活動やT.M.Revolution、Acid Black Cherry、Gackt、Crack 6のライブでドラムを務めている[2]。また、淳士に限らず西川貴教はLuis-Maryというバンドでインディーズ時代からSIAM SHADEと交友がある。淳士がT.M.Revolutionのライブに参加したのはその縁である。
- KAZUMAやT.M.Revolutionの他にも様々なレコーディング・イベント・ライブに参加している。
- 大体1年に1回音楽スクールMI JAPANを訪れドラムクリニックを行い、2012年のESP専門学校でドラムコンテストの際ドラマー審査にゲストで来校。
- 少年時代は、毎日1時間以上ノンストップでダブルストロークなどのパット練習にあて、「その経験が今の自分を立てていると思う」と語っている。
- 「見てて面白いドラマーになる秘訣はたくさん遊ぶことで、遊んでいればいつかドラムを叩きたくなるから、そうなった時に叩けばいい、1日中ガチガチになってドラム練習に当てる人は見てて面白いドラムではないからイヤ」と語り、スクールのクリニックでもそれを生徒に教える。
- あさきの『神曲』のほか、小坂りゆなどのコナミアーティストのアルバムにドラムとして参加している。
- イメージ・カラーがオレンジということもあり、プレゼントはオレンジ色のものが多いらしいが、実際にはさほど好きではない。髪色がオレンジなのは、占い師に「ラッキーカラーがオレンジ」だと言われたからだと、プラチナムボックスで言っている。

## ディスコグラフィー

### デモCD
1. 『DEMO CD』（2003年11月26日）

### アルバム
1. 『Do?』（2003年5月23日）
2. 『淳士2』（2004年4月28日）
3. 『淳士3』（2005年8月10日）

### DVD
1. 『淳士 LIVE in Rock-May-Kan』（2006年4月26日）

## 主な出演
※ 個人の出演のみ記載。

### 映画
- トイレの花子さん新章 〜花子VSヨースケ〜（2016年） - ジョー 役[3]